# Rudolf Schasching
Rudolf Johann Schasching (* 12. April 1957 in Engelhartszell, Oberösterreich; † 9. Juli 2022) war ein österreichischer Opernsänger (Tenor). Sein Repertoire umfasste Partien vom Charakterfach bis zum schweren Heldenfach. Seit 2003 führte er den Titel eines Saarländischen Kammersängers.

## Leben
Nach seiner musikalischen Grundausbildung bei den St. Florianer Sängerknaben studierte er an der Musikhochschule Wien bei Hilde Rössel-Majdan Gesang. 1983 schloss er seine Studien mit dem Diplom ab.
Nach einem Erstengagement an der Wiener Kammeroper wurde er ans Saarländische Staatstheater in Saarbrücken engagiert, zunächst als lyrischer Tenor (Tamino u. a.), sehr bald dann als jugendlicher Heldentenor (Siegmund, Max im Freischütz, Lohengrin und Parsifal) und Charaktertenor. Diesem Haus blieb er über zwei Jahrzehnte bis 2005 verbunden.
Seit dieser Zeit gastiert er an führenden Bühnen Europas wie der Wiener Staatsoper, der Opéra Bastille in Paris, dem Gran Teatre del Liceu in Barcelona, Het Muziektheater in Amsterdam sowie bei den Festspielen von Salzburg, Glyndebourne und Bregenz.
Zudem gehörte er von 2000 bis 2012 dem Ensemble des Opernhauses Zürich an, wo er in unterschiedlichsten Rollen in Erscheinung trat, so unter anderem als Siegfried in Richard Wagners Götterdämmerung in der Inszenierung von Robert Wilson unter der musikalischen Leitung von Philippe Jordan, als Herodes in Richard Strauss’ Salome (Inszenierung: Sven-Eric Bechtolf, Musikalische Leitung: Christoph von Dohnányi) und als Aegisth in dessen Elektra (Inszenierung: Martin Kušej, Musikalische Leitung: Daniele Gatti), aber auch als Monostatos in Wolfgang Amadeus Mozarts Zauberflöte unter Nikolaus Harnoncourt, mit dem ihn eine rege Zusammenarbeit verband.

## Repertoire (Auswahl)
- Idomeneo – Idomeneo
- Erster Geharnischter, Monostatos – Die Zauberflöte
- Erik – Der fliegende Holländer
- Tannhäuser, Walther von der Vogelweide – Tannhäuser und der Sängerkrieg auf Wartburg
- Lohengrin – Lohengrin
- Loge – Das Rheingold
- Siegmund – Die Walküre
- Siegfried – Götterdämmerung
- Parsifal – Parsifal
- Herodes – Salome[5]
- Aegisth – Elektra
- Bacchus – Ariadne auf Naxos
- Alwa – Lulu
- Tambourmajor – Wozzeck
- Aron – Moses und Aron

## Diskografie (Auswahl)
- elatus: Ludwig van Beethoven, Symphonie No. IX – Chamber Orchestra of Europe, Nikolaus Harnoncourt.
- EMI: Franz Lehár, Die lustige Witwe – London Philharmonic Orchestra, Franz Welser-Möst.

## Auszeichnungen
- 2013 wurde ihm die Kulturmedaille des Landes Oberösterreich verliehen.